# Bradstreet (krater)
Bradstreet är en nedslagskrater med en diameter på 36 kilometer, på planeten Venus. Bradstreet har fått sitt namn efter författaren Anne Bradstreet.